# Mindouli
Mindouli es una localidad de la República del Congo, constituida administrativamente como un distrito del departamento de Pool en el sureste del país.
En 2011, el distrito tenía una población de 53 584 habitantes, de los cuales 25 486 eran hombres y 28 098 eran mujeres.
Fue fundada como misión en 1933 por la Congregación del Espíritu Santo, bajo la dirección del vicario apostólico Firmin Guichard. Se desarrolló como poblado ferroviario del Ferrocarril Congo-Océano.

Se ubica junto a la frontera con la República Democrática del Congo, unos 100 km al oeste de la capital nacional Brazzaville sobre la carretera N1 que lleva a Pointe-Noire. Al norte de la localidad sale la carretera P22 que lleva a Kindamba.